# Xanthorhoe nigrimedia
Xanthorhoe nigrimedia là một loài bướm đêm trong họ Geometridae.